# Simopteryx obliquilinea
Simopteryx obliquilinea là một loài bướm đêm trong họ Geometridae.